# Sjtjorsy
Sjtjorsy (vitryska: Шчорсы) är en agropolis i Belarus.   Den ligger i voblasten Hrodna voblast, i den centrala delen av landet, 100 km väster om huvudstaden Minsk. Sjtjorsy ligger 139 meter över havet och antalet invånare är 600.

## Natur och klimat
Terrängen runt Sjtjorsy är platt. Runt Sjtjorsy är det ganska glesbefolkat, med 27 invånare per kvadratkilometer.. Närmaste större samhälle är Karelіtjy, 8,3 km söder om Sjtjorsy.
Trakten runt Sjtjorsy består till största delen av jordbruksmark.